# Irena Zimmermann-Górska
Irena Teresa Zimmermann-Górska – polska reumatolog, dr hab., prof.

## Życiorys
W 1957 ukończyła studia medyczne w Akademii Medycznej im. Karola Marcinkowskiego w Poznaniu, w 1985 uzyskała tytuł profesora nauk medycznych. Została zatrudniona w Wyższej Szkole Edukacji i Terapii im. prof. Kazimiery Milanowskiej w Poznaniu i w Katedrze i Klinice Reumatologiczno-Rehabilitacyjna i Chorób Wewnętrznych na I Wydziale Lekarskim Uniwersytetu Medycznego im. Karola Marcinkowskiego w Poznaniu.
Jest członkiem honorowym Towarzystwa Internistów Polskich oraz była członkiem zarządu tego Towarzystwa.

## Odznaczenia
- Krzyż Oficerski Orderu Odrodzenia Polski (2005)[3]